# Поломское
Поломское — посёлок в Кезском районе Удмуртской Республики.

## География
Расположен приблизительно в 25 км к юго-западу от районного центра посёлка Кез и в 100 км к северу от Ижевска. Отделён Чепцой от основной части района.

## История
Известен с 1965 года как поселок. До 2021 года входил в состав Поломского сельского поселения. Являлся опорным центром Узкоколейной железной дороги Поломского Торфопредприятия.

## Население
| 2010 | 2012 |
| ---- | ---- |
| 364  | ↘335 |

Постоянное население составляло 563 человека в 2002 году (удмурты 72 %, русские 27 %).